# Jalovské vrstvy
Jalovské vrstvy je přírodní památka v Chráněné krajinné oblasti Cerová vrchovina.
Nachází se v katastrálním území obce Drňa v okrese Rimavská Sobota v Banskobystrickém kraji. Území bylo vyhlášeno či novelizováno v roce 1988 na rozloze 1,7000 ha. Ochranné pásmo nebylo stanoveno.
PP byla vyhlášena na ochranu vědecky hodnotného přírodního geologického odkryvu. Je to stratotyp Jalovských vrstev, krajinářsky zajímavý fenomén v lesostepním prostředí s výskytem zákonem chráněného kohoutku věncového (Lychnis coronaria). Dokumentuje geologický a geomorfologický vývoj pískovcového souboru Cerové vrchoviny.